# Roberto Frota
Roberto Frota (Río de Janeiro, 26 de enero de 1939-Río de Janeiro, 24 de septiembre de 2024) fue un actor y dramaturgo brasileño. Participó en numerosas teleseries como Corpo Santo, Ana Raio, Chiquititas y Terra Prometida, además de puestas en escena entre las que destacan Cemitério de Automóveis, Castro Alves Pede Passagem, O Interrogatório y O Cordão Umbilical.

## Biografía
Estuvo casado por catorce años con la también actriz Angela Vieira, con quien tuvo a su única hija, Nina. Su segundo matrimonio fue con la abogada Márcia Prado, de 2008 a 2014. Falleció el 24 de septiembre de 2024 a causa de una neumonía derivada de un cáncer de pulmón que padecía hace más de un año.

## Filmografía

### Televisión
- Tierra de deseos (2023) Último proyecto
- Amor perfecto (2023)
- Sólo confía (2023)
- Verdades secretas II (2021)
- Amor de Mãe (2019)
- Éramos seis (2019)
- Sin presión (2018)
- Consejo tutelar (2018)
- Tiempo de amar (2017)
- Josué y la tierra prometida (2016)
- Detectives de Prédio Azul (2016)
- Santo Forte (2015)
- Chiquititas (2013-2014)
- Aventuras de Didi (2012)
- Sansón y Dalila (2011)
- Acuarela del amor (2009)
- Camino de las Indias (2009)
- La ley y el crimen (2009)
- Llamas de la vida (2008)
- Negócio da China (2008)
- Ciranda de Piedra (2008)
- Poeira em Alto Mar (2008)
- Deseo prohibido (2007)
- Malhação (2007)
- Amazônia, de Galvez a Chico Mendes (2007)
- Páginas de la vida (2007)
- JK (2006)
- Prueba de amor (2005)
- Chocolate con pimienta (2004)
- Mujeres apasionadas (2003)
- La casa de las siete mujeres (2003)
- Corazón de estudiante (2002)
- Porto dos Milagres (2001)
- Acuarela de Brasil (2000)
- Terra Nostra (1999) como Gaetano, el director del orfanato
- Mujer (1999)
- Sitcom (1999)
- O Belo e as Feras (1999)
- Vila Madalena (1999)
- La historia de Esther (1998)
- Mi buen querer (1998)
- Cuerpo dorado (1998)
- Tú decides (1997)
- Por amor (1997)
- La séptima bala (1997)
- Malhação (1997)
- Anjo de Mim (1997)
- Tocaia Grande (1995)
- 74.5 - Uma onda no ar (1994)
- Pedra sobre Pedra (1992)
- Los hombres quieren paz (1991) como Juca da Amália
- Filhos de Sol (1991)
- A história de Ana Raio e Zé Trovão (1990)
- Fronteras de lo desconocido (1990)
- Riacho Doce (1990) como Juca
- Araponga (1990)
- Barriga de Aluguel (1990)
- Tieta (1989)
- Ojo por ojo (1988)
- Vale Tudo (1988)
- Corpo santo (1987)
- Bambolê (1987)
- Tititi (1985)
- El bienamado (1984)
- Chico Anysio Show (1983)
- Quien ama no mata (1982)
- Viva o Gordo (1982)
- Sítio do Picapau Amarelo (1982)
- Carga pesada (1979-1980)
- Chico City (1977)
- Vejo a Lua no Céu (1975)
- El Semidios (1974)
- Jerônimo, O Herói Do Sertão (1973)

### Cine
- Depois Que Te Vi (2016)[6]
- Não Pare na Pista (2014)
- Inesquecível (2007)
- A Selva	Lourenço (2002)
- Sombras de Julho (1995)
- A Queda (1978)[7]
- O Grande Gozador (1972)
- A Dança das Bruxas (1970)

### Teatro
- O ACOMPANHAMENTO (2015)
- A CANTORA CARECA (2012)
- AGREDIR FUNCIONÁRIO PÚBLICO NO EXERCÍCIO DA FUNÇÃO É CRIME (2011)
- DIÁLOGO DOS PÊNIS (2001-2014)
- AMANTE S.A. (2001)
- BONITINHA MAS ORDINÁRIA (2000)
- ADORÁVEL HAMLET (1999)
- EM NOME DO FILHO (1999)
- TODOS OS HERÓIS ESTÃO  MORTOS (1998)
- DON JUAN (1997)
- SERIA TRÁGICO SE NÃO FOSSE CÔMICO (1996)
- VESTIDO DE NELSON (1995)
- O REI PASMADO E A RAINHA NUA (1994)
- CIDADÃO (1994)
- RIO (1991)
- TRAIR E COÇAR É SÓ COMEÇAR (1987)
- UM BEIJO , UM ABRAÇO , UM APERTO DE MÃO (1985)
- ENCOURAÇADO BOTEQUIM (1984)
- A PROCLAMAÇÃO DA REPÚBLICA (1984)
- O REI LEAR (1983)
- E AGORA, HERMÍNIA? (1982)
- O MELHOR DOS PECADOS (1981)
- BODAS DE PAPEL (1980)
- A RESISTÊNCIA (1980)
- VESTIDO DE NOIVA (1979)
- O CASO OPPENHEIMER (1977)
- PANO DE BOCA (1977)
- A RAINHA MORTA (1975)
- FERNANDO PESSOA (1974)
- O CORDÃO UMBILICAL (1973)
- AS TRÊS IRMÃS (1973)
- O INTERROGATÓRIO (1972)
- CASTRO ALVES PEDE PASSAGEM (1972)
- PEER GYNT (1971)[8]
- CEMITÉRIO DE AUTOMÓVEIS (1970)
- A ALMA BOA DE SÊ-TSUAN (1970)
- MAROQUINHAS FRÚ-FRÚ (1970)
- CAMALEÃO NA LUA (1969)